# Marcus Valerius Messalla Barbatus
Marcus Valerius Messalla Barbatus est un sénateur et un homme politique de l'Empire romain.

## Famille
Il est le fils de Marcus Valerius Messalla Appianus, consul en 12 av. J.-C., et de son épouse Claudia Marcella Minor. Il a une sœurs aînée Claudia Puchra. Par son père, il est un descendants des Claudii Pulcher et par adoption des Valerii Messalla et par sa mère il est aussi le petit-fils d'Octavie la jeune et donc le petit-neveu d'Auguste.
Il épouse sa cousine Domitia Lepida Minor, et de cette union naît Messaline.

## Biographie
Né vers 12 av. J.-C., il est souvent confondu avec son cousin Marcus Valerius Messalla qui est consul en 20 avec pour collègue son autre cousin Marcus Valerius Messalla Messallinus. 